# Horná Breznica
Horná Breznica (maďarsky Felsőnyíresd) je obec na Slovensku v okrese Púchov v Trenčínském kraji, 6 km jihozápadně od Púchova, v Bílých Karpatech. Obcí protéká potok Zubák. Žije zde 505 obyvatel.

## Historie
První písemná zmínka pochází z roku 1388 a byla tehdy spojena s dnešní obcí Dolná Breznica. V roce 1471 se už uvádí dvě samostatné obce. Horná Breznica patřila do lednického panství. Do roku 1918 zde byly většinou domy ze dřeva nebo nepálených cihel. Nejvíce obyvatel (617) zde žilo v roce 1970.
Obec mívala pečeť, na které byl latinský kříž se svatozáří a dvěma hvězdami. Jsou to symboly sv. Jana Nepomuckého, patrona farního kostela v Lednici.